# Tim Duckworth
Timothy Duckworth (né le 18 juin 1996 en Californie, aux États-Unis) est un athlète britannique, spécialiste des épreuves combinées.

## Carrière
Avec des parents de l'Angleterre du Nord, il a été élevé en Arizona et est étudiant à l'université du Kentucky.
En avril 2017, il termine second du décathlon d'Athens (Géorgie), derrière Devon Williams, en 7973 points. En juin 2018, il devient à Eugene le nouveau champion NCAA avec 8 336 points, soit le 3e meilleur résultat britannique de tous les temps.
Il met un terme à sa carrière en 2022.

## Palmarès
| Date | Compétition                    | Lieu       | Résultat | Épreuve    | Points    |
| ---- | ------------------------------ | ---------- | -------- | ---------- | --------- |
| 2015 | Championnats d'Europe juniors  | Eskilstuna | 18e      | Décathlon  | 7 113 pts |
| 2017 | Championnats d'Europe espoirs  | Bydgoszcz  | —        | Décathlon  | DNF       |
| 2018 | Championnats d'Europe          | Berlin     | 5e       | Décathlon  | 8 160 pts |
| 2019 | Championnats d'Europe en salle | Glasgow    | 2e       | Heptathlon | 6 156 pts |
| 2019 | Hypo-Meeting                   | Götzis     | 17e      | Décathlon  | 7 981 pts |

## Records

### Records personnels
| Épreuve           | Performance   | Lieu   | Date         |
| ----------------- | ------------- | ------ | ------------ |
| 100 mètres        | 10 s 40       | Athens | 6 avril 2018 |
| Saut en longueur  | 8,03 m        | Athens | 6 avril 2018 |
| Lancer du poids   | 13,71 m       | Athens | 6 avril 2018 |
| Saut en hauteur   | 2,17 m        | Berlin | 7 août 2018  |
| 400 mètres        | 48 s 78       | Eugene | 6 juin 2018  |
| 110 mètres haies  | 14 s 30       | Eugene | 8 juin 2017  |
| Lancer du disque  | 44,12 m       | Athens | 7 avril 2018 |
| Saut à la perche  | 5,11 m        | Eugene | 7 juin 2018  |
| Lancer du javelot | 57,27 m       | Eugene | 7 juin 2018  |
| 1 500 mètres      | 4 min 58 s 28 | Berlin | 8 août 2018  |
| Décathlon         | 8 336 pts     | Eugene | 7 juin 2018  |

| Épreuve          | Performance   | Lieu            | Date            |
| ---------------- | ------------- | --------------- | --------------- |
| 60 mètres        | 6 s 77        | College Station | 10 mars 2017    |
| Saut en longueur | 7,80 m        | Nashville       | 24 février 2017 |
| Lancer du poids  | 13,59 m       | College Station | 9 mars 2018     |
| Saut en hauteur  | 2,17 m        | College Station | 9 mars 2018     |
| 60 mètres haies  | 8 s 03        | Bloomington     | 8 décembre 2017 |
| Saut à la perche | 5,26 m        | College Station | 11 mars 2017    |
| 1 000 mètres     | 2 min 49 s 44 | Glasgow         | 3 mars 2019     |
| Heptathlon       | 6 188 pts     | College Station | 10 mars 2018    |